# Aleksander Raczyński (minister)
Aleksander Raczyński (ur. 28 grudnia 1872 w Wiedniu, zm. 18 grudnia 1941 w Krakowie) – polski doktor prawa, polityk, minister II RP, właściciel dóbr.

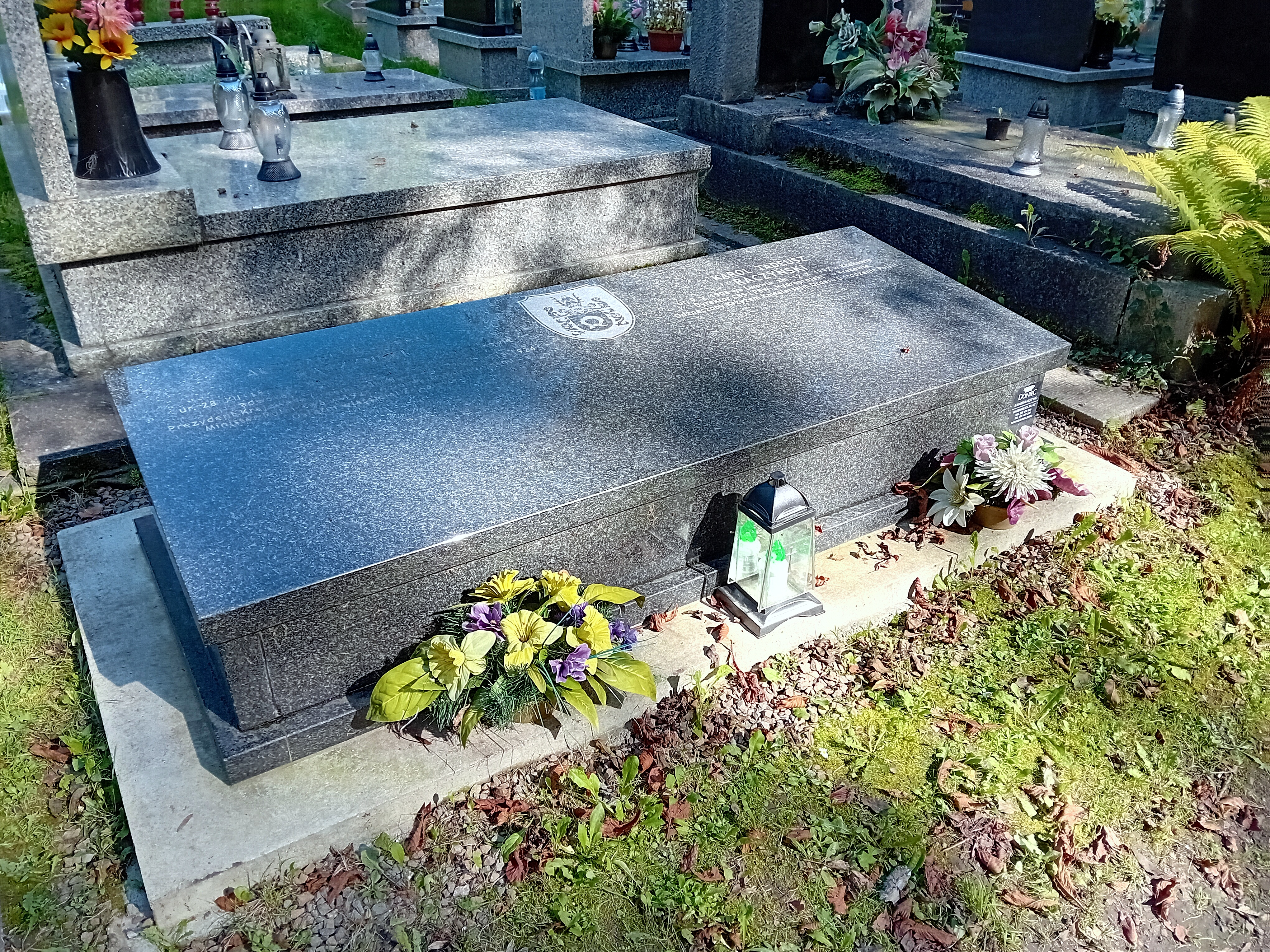
Grobowiec Aleksandra Raczyńskiego

## Życiorys
Pochodził z rodziny ziemiańskiej Raczyńskich herbu Nałęcz, był synem Klemensa (1839–1886) i Karoliny Napadiewicz-Więckowskiej (1848–1925). Po studiach praktykę sądową odbył w Wiedniu, a adwokacką we Lwowie. Następnie był wicemarszałkiem Rady c. k. powiatu podhajeckiego. Po odzyskaniu niepodległości prezes Krajowego Urzędu Odbudowy we Lwowie, wiceprezes konserwatywnego Stronnictwa Chrześcijańsko-Narodowego we Lwowie i członek Polskiego Towarzystwa Ekonomicznego we Lwowie. Był działaczem Związku Ziemian Wschodnich Województw Małopolskich. Od 21 czerwca 1926 do 30 września 1926 był ministrem rolnictwa i dóbr państwowych w rządach Kazimierza Bartla. Następnie pełnił funkcje prezesa Komisji Prawno-Agrarnej we Lwowie i znajdował się wśród władz lwowskiego Akcyjnego Banku Hipotecznego. Od 1935 docent prawa gospodarczego i wykładowca tego przedmiotu na Wydziale Prawa Uniwersytetu Jana Kazimierza we Lwowie.
Po wybuchu II wojny światowej zamieszkał w Krakowie. Tam działał w Radzie Głównej Opiekuńczej. Był właścicielem dóbr.
Zmarł 18 grudnia 1941. Został pochowany na cmentarzu Rakowickim w Krakowie (kwatera LXIII-18-1).

## Życie prywatne
Był mężem pisarki i tłumaczki Janiny Colonna-Walewskiej (1883–1956), córki Jana Walewskiego, z którą miał synów Stefana (1903–1978), Józefa (1907–1929) i Karola (1908–1992).

## Ordery i odznaczenia
- Krzyż Komandorski z Gwiazdą Orderu Odrodzenia Polski (3 maja 1928)[6][7]
- Krzyż Oficerski Orderu Odrodzenia Polski (29 grudnia 1921)[8][9]